# Акенґбодо
Акенґбодо (Акенгбедо) (д/н — бл. 1689) — 13-й великий оба (володар) держави Едо в 1684—1689 роках.

## Життєпис
Походив з однієї з молодших гілкох Другої династії. Про нього обмаль відомостей. 1684 року посів трон. Фактично втратив будь-який вплив на справи, оскільки узама (знать) стала надто могутньою. Більше опікувався работоргівлею, від якої отримував основні прибутки. 1689 року примушено до самогубство або помер за невідомих обставин. Новим великою обою став Ореоґене.